# SCSC Kiel
Der Snookerclub Seven Clearance Kiel e. V., kurz SCSC Kiel, ist ein Snookerverein aus Kiel. Er spielte in der Saison 2005/06 in der 1. Snooker-Bundesliga.

## Geschichte
Der SCSC Kiel stieg 2003 in die 2. Bundesliga auf und erreichte in der Saison 2003/04 den zweiten Platz. In der folgenden Spielzeit stieg er als Meister der Nordstaffel in die 1. Bundesliga auf. In der Saison 2005/06 verloren die Kieler die ersten 13 Ligaspiele. Am letzten Spieltag gelang dem SCSC, der bereits ab dem elften Spieltag als Absteiger und ab dem zwölften Spieltag als Achtplatzierter feststand, mit einem 5:4-Heimsieg gegen Fortuna Bexbach der einzige Punktgewinn in der 1. Bundesliga. In der Saison 2006/07 erreichte der SCSC Kiel in der zweiten Liga mit sechs Punkten Rückstand auf den Kölner Snooker Club den zweiten Platz, 2008 wurde er Vierter. Nachdem er 2009 als Sechster noch knapp den Klassenerhalt geschafft hatte, erreichte der Verein in der Saison 2009/10 nur einen Punkt und stieg in die Oberliga ab. Nach der folgenden Spielzeit, in der er Dritter geworden war, meldete der Verein seine Mannschaft ab.
Seit 2012 nimmt der SCSC Kiel wieder am Spielbetrieb teil. In der Saison 2012/13 erreichte die erste Mannschaft in der Oberliga den zweiten Platz und schaffte anschließend in der Aufstiegsrunde die Rückkehr in die 2. Bundesliga. In den beiden folgenden Spielzeiten gelang ihm mit dem sechsten beziehungsweise fünften Platz der Klassenerhalt. Nach der Saison 2014/15 zog der SCSC jedoch seine Zweitligamannschaft in die Oberliga zurück. Dort wurde er in der folgenden Saison Vierter und in der Saison 2016/17 Oberligameister. Auf die erneute Rückkehr in die 2. Bundesliga wurde jedoch verzichtet.

## Platzierungen seit 2003
| Saison  | Liga (Spielklasse)     | Platz |
| ------- | ---------------------- | ----- |
| 2003/04 | 2. Bundesliga Nord (2) | 2     |
| 2004/05 | 2. Bundesliga Nord (2) | 1     |
| 2005/06 | 1. Bundesliga (1)      | 8     |
| 2006/07 | 2. Bundesliga Nord (2) | 2     |
| 2007/08 | 2. Bundesliga Nord (2) | 4     |
| 2008/09 | 2. Bundesliga Nord (2) | 6     |
| 2009/10 | 2. Bundesliga Nord (2) | 8     |
| 2010/11 | Oberliga (3)           | 3     |
| 2011/12 | –                      |       |
| 2012/13 | Oberliga (3)           | 2     |
| 2013/14 | 2. Bundesliga Nord (2) | 6     |
| 2014/15 | 2. Bundesliga Nord (2) | 5     |
| 2015/16 | Oberliga (3)           | 4     |
| 2016/17 | Oberliga (3)           | 1     |
| 2017/18 | Oberliga (3)           | 2     |

## Spieler SCSC Kiel I und II (Saison 2018/19)
- Ahmadi, Anil
- Caunter, Norman
- Drews, Michael
- Flor, Patric
- Kolbassov, Anatolij
- Koppen, Thomas
- Lai, Yee Wah
- Mahmens, Sören
- Mones, Sven
- Petersen, Jörg
- Steinborn, Andreas
- Thomsen, Hans-Hermann